# Аль Сулайм
Аль Сула́йм или Ааль Суляйм (араб. آل سُلَيْم‎) — династия эмиров Унайзы, правившая в 1817—1914 годах.

## Происхождение и история династии
Основателем династии был эмир Яхья ибн Сулайм (1817—1836), захвативший власть в городе после убийства османского губернатора. Эмир Яхья вёл войну с эмирами династии Аль Рашид из Хаиля, пока не погиб в битве при Баге.

## Представители династии
- 1817—1836 гг. эмир Яхья ибн Сулайм
- 1854— гг. эмир Абдаллах ибн Яхья Аль Замиль по прозвищу Суляйм[1]
- 1864—1887 гг. эмир Замиль Аль Сулайм
- 1904—1914 гг. эмир Абд аль-Азиз Аль Сулайм (признал сюзеренитет Саудитов над Унайзой)[2]
- 2007—2011 гг. губернатор Мусаад ас-Сулайм[3]